# 曲枝天门冬
曲枝天门冬（学名：Asparagus trichophyllus）是天门冬科天门冬属的植物。分布于中国大陆的内蒙古、山西、辽宁、河北等地，生长于海拔400米至2,100米的地区，一般生于田边、路旁、山地以及荒地上，目前尚未由人工引种栽培。